# Сан-Хосе (Калифорния)
Сан-Хосе́ (англ. San José, [ˌsæn hoʊˈzeɪ], [ˌsæn hoʊˈseɪ]; исп. [saŋ xoˈse]) — город в Калифорнии, по численности населения третий в штате после Лос-Анджелеса и Сан-Диего и десятый в США. Находится на западе штата Калифорния в северной части штата к югу от Сан-Франциско. Административный центр округа Санта-Клара. Население 1,013 млн человек (2020). Неофициальная столица Кремниевой долины.

## История
Первоначально называясь El Pueblo de San José de Guadalupe, Сан-Хосе был основан 29 ноября 1777 года как первый город в испанской колонии Новая Калифорния (Nueva California), которая впоследствии была переименована в Высокую (Северную) Калифорнию (Alta California).

## Демография
Население в 2010 году составляло 945 942 человека.
Расовый состав:
- 42,8 % — европеоиды, включая 33,2 % — латиноамериканцы различных рас
- 3,2 % — афроамериканцы
- 0,9 % — индейцы
- 32,8 % — азиаты (10,6 % — вьетнамцы, 6,7 % — китайцы, 5,6 % — филиппинцы, 4,6 % — индусы)
- 0,4 % — выходцы с тихоокеанских островов
- 15,7 % — другие расы
- 5 % — метисы.

## Экономика
Сан-Хосе — самоназванная столица Кремниевой долины. Здесь расположены штаб-квартиры многих компаний, работающих в области информационных технологий, в том числе Cisco Systems, Adobe Systems, BEA Systems, eBay, KLA Tencor.
В городе расположен крупнейший в США рынок под открытым небом.

## Климат
Климат в Сан-Хосе считается одним из лучших в северной Калифорнии. Город находится в небольшом отдалении от Тихого океана, поэтому влияние холодного Тихоокеанского течения ослаблено.
И из-за этого положительная разница в температуре между Сан-Франциско и Сан-Хосе составляет, как правило, 5—10 градусов летом и 10—15 зимой. Количество солнечных дней в году — 320. Погода в Сан-Хосе тёплая, маловетреная (по сравнению с Сан-Франциско), но не засушливая. В то же время, надо отметить минимальное количество осадков в летний сезон (май-сентябрь).
| Показатель                                                                | Янв. | Фев. | Март | Апр. | Май  | Июнь | Июль | Авг. | Сен. | Окт. | Нояб. | Дек. | Год  |
| ------------------------------------------------------------------------- | ---- | ---- | ---- | ---- | ---- | ---- | ---- | ---- | ---- | ---- | ----- | ---- | ---- |
| Абсолютный максимум, °C                                                   | 26   | 27   | 32   | 35   | 39   | 43   | 42   | 41   | 42   | 38   | 29    | 26   | 43   |
| Средний суточный максимум, °C                                             | 15,0 | 17,1 | 19,1 | 21,1 | 23,8 | 26,7 | 27,9 | 28,2 | 27,4 | 23,7 | 18,3  | 14,9 | 21,9 |
| Средняя температура, °C                                                   | 10,6 | 12,3 | 13,9 | 15,5 | 17,8 | 20,3 | 21,4 | 21,8 | 21,0 | 17,9 | 13,4  | 10,4 | 16,3 |
| Средний суточный минимум, °C                                              | 6,3  | 7,4  | 8,7  | 9,9  | 11,8 | 13,9 | 15,1 | 15,4 | 14,6 | 12,1 | 8,4   | 6,0  | 10,8 |
| Абсолютный минимум, °C                                                    | −8   | −4   | −4   | −3   | 0    | 1    | 4    | 4    | 2    | −1   | −6    | −7   | −8   |
| Среднее число дней с осадками                                             | 10   | 12   | 9    | 6    | 4    | 1    | 0    | 0    | 1    | 3    | 7     | 11   | 64   |
| Норма осадков, мм                                                         | 75   | 82   | 67   | 31   | 14   | 4    | 0    | 1    | 2    | 20   | 35    | 78   | 410  |
| Источник: Национальное управление океанических и атмосферных исследований |      |      |      |      |      |      |      |      |      |      |       |      |      |

## Спорт
В городе базируется профессиональный хоккейный клуб «Сан-Хосе Шаркс», выступающий в НХЛ и основанный в 1991 году. Также располагается футбольный клуб «Сан-Хосе Эртквейкс» выступающий в MLS. В спортивном зале Американской академии кикбоксинга тренируются известные бойцы смешанных единоборств, такие как Дэниел Кормье, Хабиб Нурмагомедов, Кейн Веласкес и Люк Рокхолд. В Сан-Хосе ежегодно в июле проводится Silicon Valley Classic, женский международный теннисный турнир Премьер-серии на хард-кортах Университета штата.

## Образование

### Высшее образование

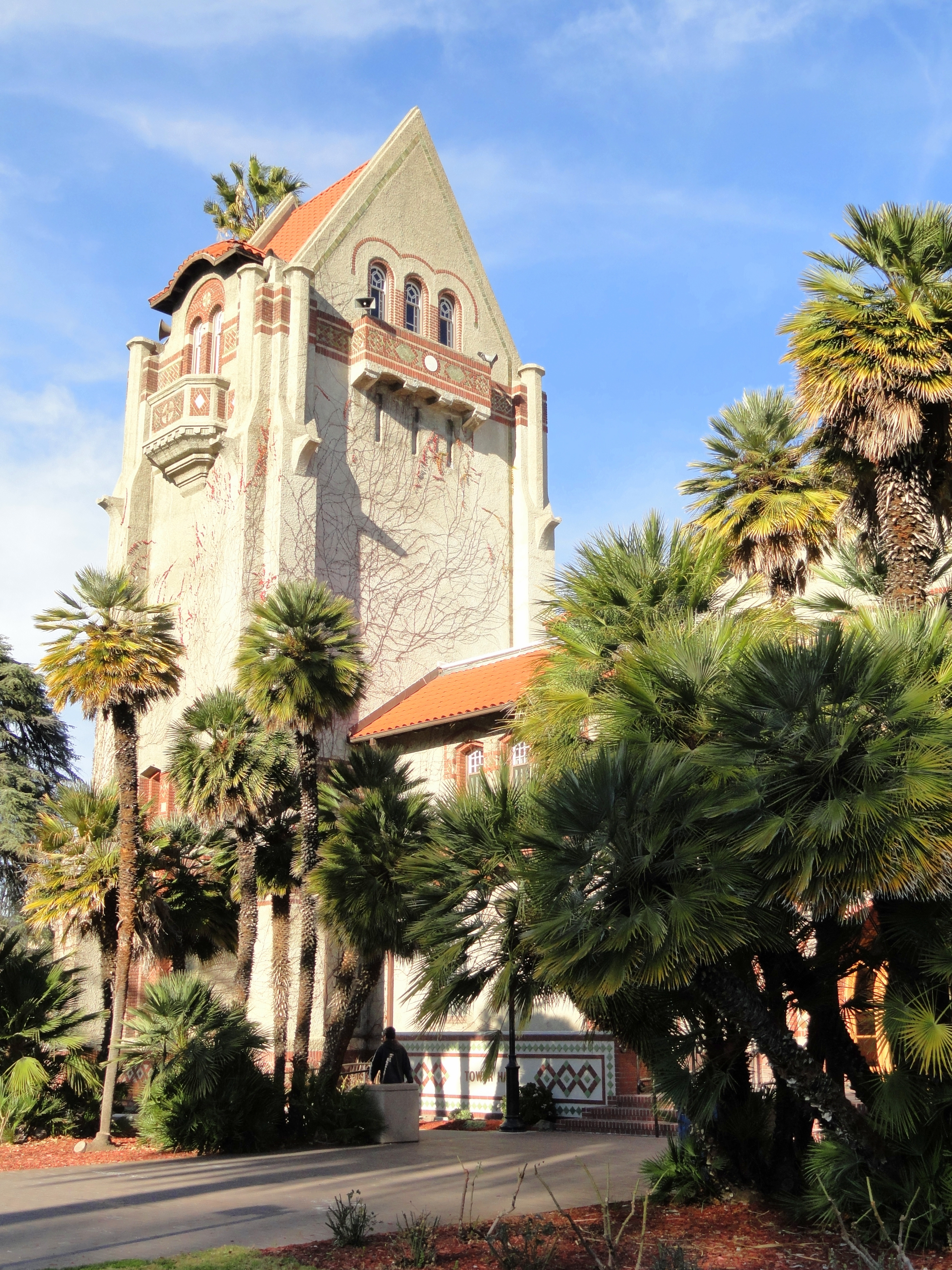
Университет Сан-Хосе является старейшим государственным университетом на западном побережье.

В Сан-Хосе расположено несколько колледжей и университетов. Самым крупным является Университет штата Сан-Хосе, который был основан Законодательным собранием Калифорнии в 1862 году. Расположенный в центре города Сан-Хосе с 1870 года, университет зачисляет около 30 000 студентов в более чем 130 различных программ бакалавриата и магистратуры. Университет пользуется хорошей академической репутацией, особенно в области инженерии, бизнеса, искусства, дизайна и журналистики, а также последовательно входит в число лучших государственных университетов в западном регионе США.
Калифорнийский университет управления и технологий также предлагает множество дипломных программ, в том числе по информатике и информационных технологий. Все программы проходят непосредственно в кампусе университета или онлайн. Многие из студентов работают профессионалами в Кремниевой долине.

### Начальное и среднее образование
Вплоть до открытия средней школы Линкольна в 1943 году студенты Сан-Хосе посещали только среднюю школу Сан-Хосе. Сан-Хосе имеет 127 начальных, 47 средних государственных школ. Государственное образование в городе обеспечивается четырьмя старшими школьными округами, четырнадцатью начальными округами и четырьмя объединенными школьными округами (которые обеспечивают как начальные, так и среднее образование).
Частные школы в Сан-Хосе в основном управляются религиозными группами. Католическая епархия Сан-Хосе имеет второе по величине студенческое население в округе Санта-Клара.

### Библиотеки
Публичная библиотечная система Сан-Хосе уникальна тем, что библиотека доктора Мартина Лютера Кинга-младшего объединяет коллекции городской системы с главной библиотекой Государственного Университета Сан-Хосе. В 2003 году строительство библиотеки, которая в настоящее время содержит более 1,6 миллиона единиц хранения, было крупнейшим проектом по строительству единой библиотеки к западу от Миссисипи.

## Транспорт

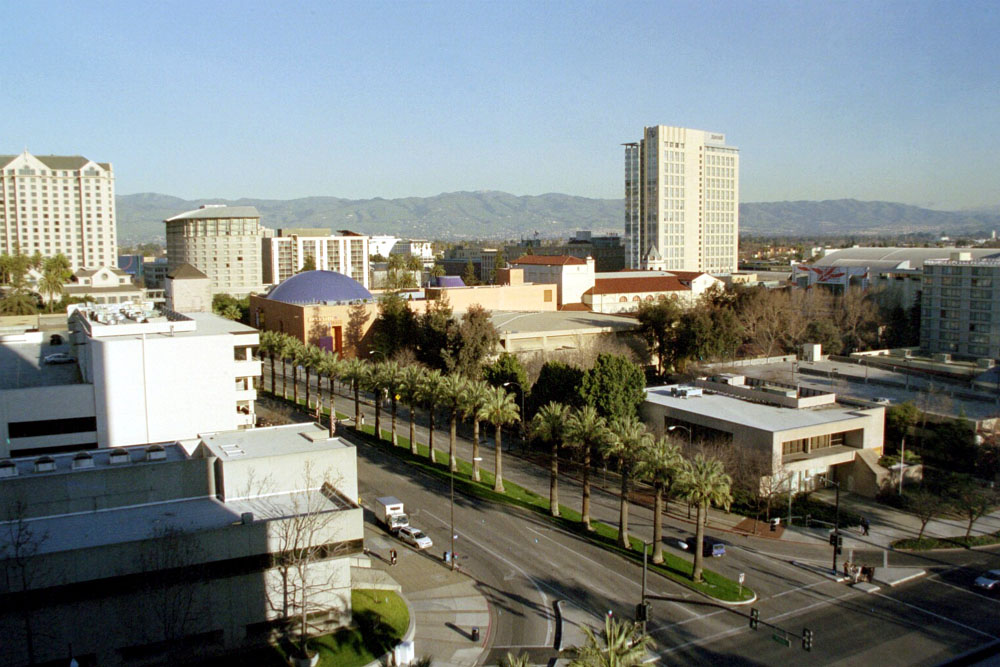
Деловой центр города

Сан-Хосе имеет развитую сеть автомагистралей US-101, I-280, I-680, I-880, CA-17, CA-82 и других скоростных дорог. Междугородное и городское железнодорожное сообщение обеспечивают компании Амтрэк (на северо-восток до Сакраменто и далее до Сиэтла и на юг до Лос-Анджелеса), Caltrain (Сан-Хосе находится на линии Сан-Франциско — Гилрой).
В Сан-Хосе развита сеть трамвайных линий и автобусное сообщение. А также трамвайное и автобусное сообщение единое фактически по всей Кремнёвой долине и обеспечиваемое ВиТиЭй (Санта Клара Каунти Транспортэйшен Ауторити).
Имеются планы по расширению междугородного метро залива Сан-Франциско (BART) до Сан-Хосе, а также по постройке маглева, соединяющего Сан-Франциско и Лос-Анджелес.
Кремниевая долина имеет преимущественно малоэтажную застройку и малую плотность населения. Работа общественного транспорта достаточно неэффективна: редкие остановки, и увеличенные интервалы движения делают пользование им неудобным. Поэтому этими видами транспорта в основном пользуются школьники, приезжие рабочие и люди, не имеющие личного транспорта. Коренные жители, а также туристы пользуются личными автомобилями или такси.

### Аэропорт
Международный аэропорт имени Нормана Минеты (IATA: SJC, ICAO: KSJC, FAA LID: SJC) — является одним из крупнейших в Калифорнии. Аэропорт располагает 3 параллельными ВПП (одна из них — для малой авиации). Через аэропорт проходят десятки грузовых и пассажирских рейсов в день.
Сам аэропорт располагается на территории города Сан-Хосе, край ВПП находится всего в 3 км к северу от исторического центра — Даунтауна. Поэтому в центре города создается впечатление, что самолеты заходят на посадку непосредственно над самими домами и чуть-ли не задевают шпили храмов, высотные дома и секвойи (red woods).
Недалеко от Сан-Хосе имеются ещё два крупных гражданских аэропорта. Это аэропорт Сан-Франциско — Международный аэропорт Сан-Франциско (San Francisco International Airport) (IATA: SFO, ICAO: KSFO, FAA LID: SFO), расположенный в 58 км на северо-запад от города по дороге № 101 на западном берегу Залива Сан-Франциско (англ. San Francisco Bay), а также аэропорт Окленда (IATA: OAK, ICAO: KOAK, FAA LID: OAK), находящийся в 57 километрах от города по дороге № 880, к северу от Сан-Хосе, на восточном берегу залива. Это даёт жителям значительную гибкость в использовании авиатранспорта. При этом аэропорт Сан-Франциско используется больше для международных перелетов.

## Факты
Заметная численность Вьеткьеу в населении Сан-Хосе сделала город одним из центров вьетнамской политэмиграции в США. В 1980 году в Сан-Хосе был учреждён Национальный объединённый фронт освобождения Вьетнама во главе с Хоанг Ко Минем.

## Города-побратимы
- Мексика: Веракрус (1975)
- Ирландия: Дублин (1986)
- Япония: Окаяма (1957)
- Индия: Пуна (1992)
- Коста-Рика: Сан-Хосе (1961)
- Китайская Республика: Тайнань (1975)
- Россия: Екатеринбург (1992)